# Intersearch
InterSearch Worldwide Ltd. (Eigenschreibweise InterSearch Worldwide Ltd.) ist eine internationale Kooperation von Personalberatungsunternehmen auf dem Gebiet des Executive Search und der klassischen Personalberatung. Sie gehört zu den größten Partnerschaften unabhängiger Personalberatungsunternehmen.

## Geschichte
InterSearch wurde 1989 gegründet. Die Kooperation ist in über 50 Ländern mit mehr als 90 Standorten ansässig. Das auf die Executive-Search-Branche spezialisierte Marktforschungsunternehmen Hunt-Scanlon listet InterSearch in seinem Ranking der 40 Unternehmen mit der höchsten globalen Präsenz der Branche.
International steht der Organisation ein gewählter Vorstand (Management Board) vor. Den Vorsitz von InterSearch Worldwide hat Frank Schelstraete (Belgien) inne. Weitere Vorstandsmitglieder sind Peter Waite (Australien), Jyorden Misra (Indien), Leslie Cooper (Chile) und Alexander Wilhelm (Deutschland). InterSearch verfügt über ein unabhängiges Standard & Quality Committee (Vorsitzender: Harris Karaolides, Middle East und Griechenland) sowie eine interne Trainingsakademie für Berater und Researcher (Leiter: Micheál Coughlan, Irland).

## Standorte

### InterSearch in Deutschland
In Deutschland ist die InterSearch GbR durch zwei Gesellschaften vertreten: Die InterSearch Personalberatung GmbH & Co. KG mit Büros in Bremen, Düsseldorf und Frankfurt und InterSearch Executive Consultants GmbH & Co. KG mit Büros in Hamburg, Köln und Eschborn.
Gegründet wurden die Gesellschaften 1985 als MR Personalberatung GmbH. Diese war 1989 Gründungsmitglied und Mitinitiator von InterSearch Worldwide Ltd. Im Jahr 2007 wurde durch eine Umbenennung in InterSearch Deutschland GmbH die internationale Vernetzung noch stärker nach außen betont. 2012 trennte sich die InterSearch Deutschland GmbH in die heute bestehenden Unternehmen InterSearch Personalberatung und InterSearch Executive Consultants. Im Juni 2020 beteiligte sich die InterSearch Executive Consultants GmbH & Co. KG zudem an dem Start-up bits&birds GmbH.
Die InterSearch Personalberatung GmbH & Co. KG wird durch vier gleichberechtigte Geschäftsführende Gesellschafter (Widukind Baier, Mario Dänekas, Jörg Dötter und Alexander Wilhelm) vertreten und ist Mitglied im Bundesverband Deutscher Unternehmensberater BDU e.V. Die InterSearch Executive Consultants GmbH & Co. KG wird durch einen Geschäftsführenden Gesellschaftern geleitet (Thomas Bockholdt).